# سوروفکا
سوروفکا (انگلیسی: Surovka) یک شهرک در شهرستان اوفیمسکی استان باشقیرستان کشور روسیه است.